# Ponte de D. Luís (Porto)
A Ponte de D. Luís, também conhecida como Ponte Luís I ou Ponte Luiz I, é uma ponte em estrutura metálica com dois tabuleiros, construída entre os anos 1881 e 1886, ligando as cidades do Porto e Vila Nova de Gaia (margem norte e sul, respetivamente) separadas pelo rio Douro, em Portugal.
Esta construção veio substituir a antiga ponte pênsil que existia no mesmo local e foi realizada mediante o projecto do engenheiro belga Théophile Seyrig, que já tinha colaborado anteriormente com Gustave Eiffel na construção da Ponte de D. Maria Pia, ferroviária.
A ponte foi inaugurada em 1886 (tabuleiro superior) e 1888 (tabuleiro inferior e entrada em total funcionamento).
A Ponte Luís I está classificada como Imóvel de Interesse Público desde 1982 e como Património Mundial da UNESCO desde 1996.

## O nome e a lenda
A afirmação de que devido à ausência do rei D. Luís I de Portugal na inauguração, decidiu a população do Porto, em resposta ao ato desrespeitoso, retirar o "Dom" do respetivo nome parecem não corresponder à realidade, sendo assim uma lenda.
A atestar tal facto, refira-se que nas notícias nos jornais durante o período da sua construção a ponte era designada por "Ponte Luiz I"; também outras importantes construções da mesma época com os nomes de membros da família real não tinham os títulos nos seus nomes, caso da ponte ferroviária Maria Pia (e não Dona Maria Pia), dedicada à rainha, e do velódromo Maria Amélia (e não Dona Amélia), dedicado à futura rainha consorte do rei D. Carlos; acrescente-se ainda que apesar de o nome oficial da ponte ser "Luiz I", conforme atestam as inscrições nas placas dos pegões-encontro sobre as entradas do tabuleiro inferior, a população do Porto sempre a chamou, embora erroneamente, de "Ponte de D. Luís", salvaguardando o título do rei com quem a cidade tinha grande proximidade.

## História

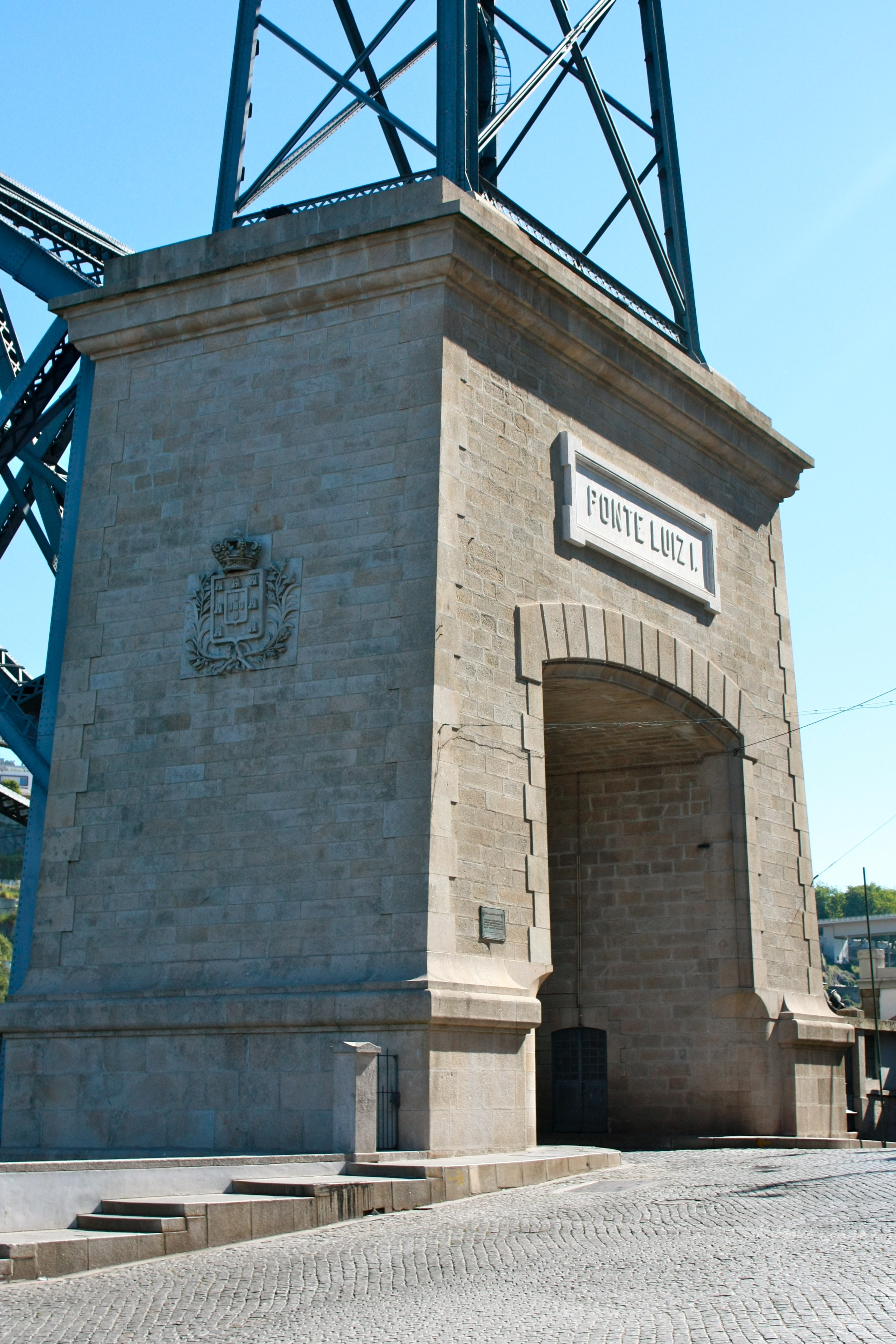
Ponte Luís I: placa de mármore com inscrição

Na segunda metade do século XIX, o comércio progredia na cidade do Porto. As fábricas espalhavam-se por todo o bairro oriental da cidade, dito brasileiro. O trânsito entre Gaia e o Porto crescia a olhos vistos, e a bela Ponte Pênsil não chegava para uma circulação eficaz.
Por proposta de lei de 11 de Fevereiro de 1879, o Governo determinou a abertura de concurso para a "construção de uma ponte metálica sobre o rio Douro, no local que se julgar mais conveniente em frente da cidade do Porto, para a substituição da atual ponte pênsil", após o governo não ter aceite um projeto da firma G. Eiffel et Cie. que só contemplava um tabuleiro ao nível da ribeira, com setor levadiço na parte central. Um projeto que mereceu um Grande Prémio na Exposição Universal de Paris de 1878, mas não servia para uma eficaz ligação entre os núcleos urbanos do Porto e Gaia. Por isso aquele concurso impôs como premissa necessária à concepção de uma ponte de dois tabuleiros. Apresentaram-se numerosos concorrentes: Société de Braine Leconte,Société des Batignolles (duas soluções), G. Eiffel et Cie., Auguste LeCoq. Andrew Handyside, Société de Willebroek(duas soluções) e John Wixon. Foi vencedora a proposta da empresa belga Société de Willebroeck, com projeto do engenheiro Théophile Seyrig, que já tinha sido o autor da concepção e chefe da equipa de projeto da Ponte de D. Maria Pia. Théophile Seyrig, enquanto sócio de Gustave Eiffel, assina como único responsável a nova e grandiosa Ponte Luís I. A construção inicia-se em 1881 e a inauguração acontece a 31 de outubro de 1886.
A estrutura da nova ponte, verdadeira filigrana de ferro, que passou a ser, juntamente com a Torre dos Clérigos, o ex libris por excelência do Porto, pesava no seu conjunto 3 045 toneladas. A ponte ficou iluminada por meio de artísticos candeeiros de gás, 24 no tabuleiro superior, 8 no inferior e 8 nos encontros.

### Século XXI

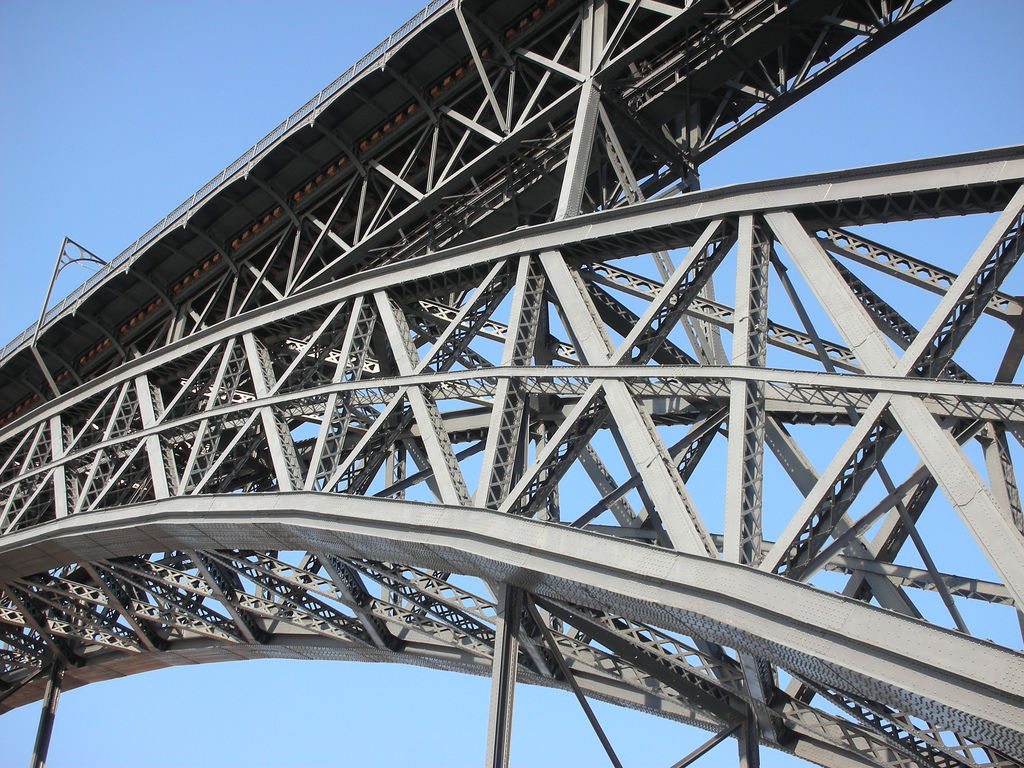
Detalhe da treliça da ponte

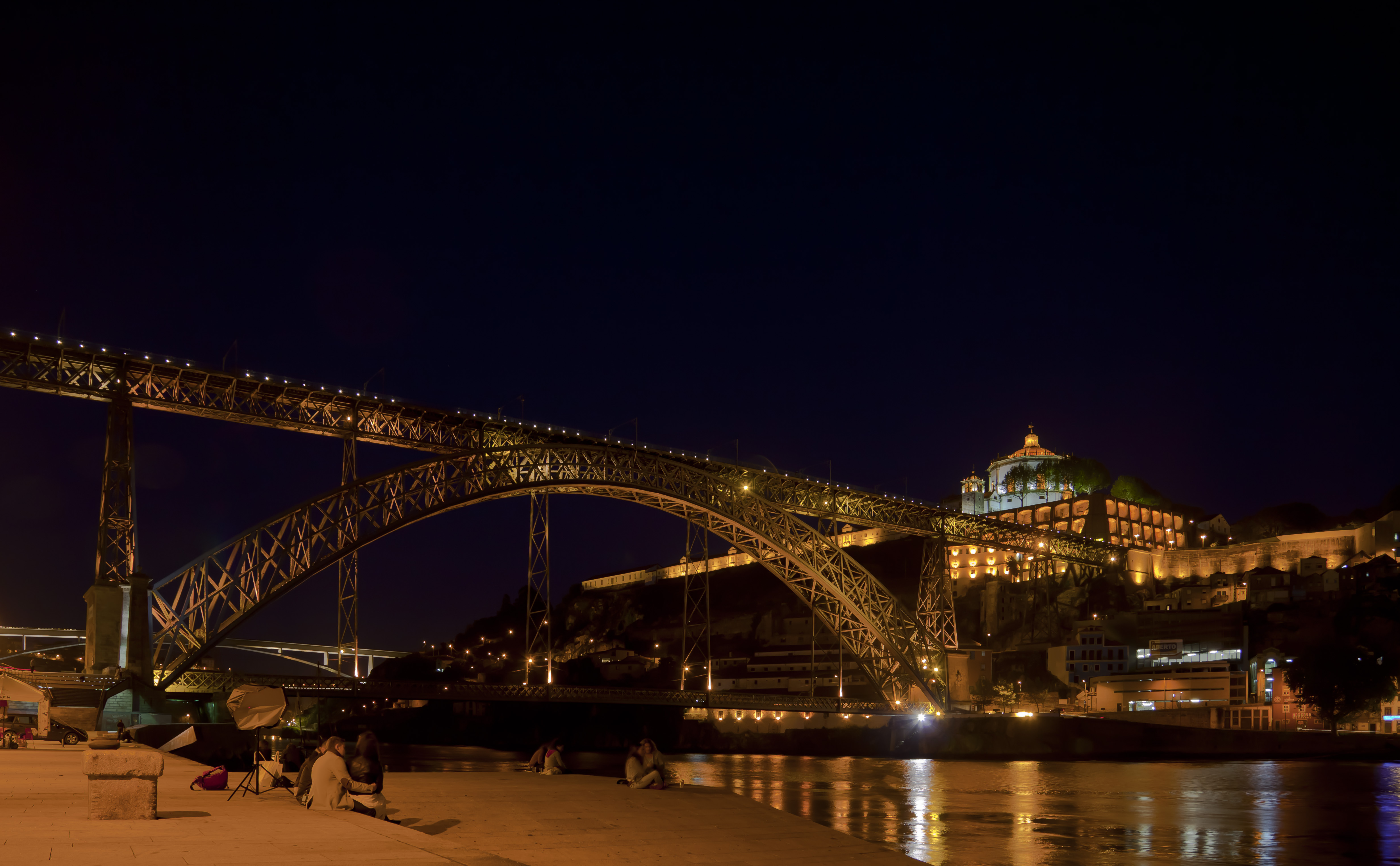
A ponte Luís I e sua iluminação noturna

Desde 2005 o seu tabuleiro superior serve a Linha D do Metro do Porto e no tabuleiro inferior peões e veículos automóveis.
Em 2012, uma inspeção das Estradas de Portugal concluiu que a ponte precisava de obras de manutenção e reabilitação, nomeadamente ao nível do pavimento, juntas de dilatação, e pintura de vigas e guarda-corpos. Durante o mês de agosto de 2013 deu-se uma «manutenção regular no tabuleiro superior», tendo estado a Linha Amarela do Metro do Porto encerrada entre as estações General Torres e Trindade a partir das 21:30.
Em 2015 foi anunciado que iriam ser construídos dois passeios de dois metros do lado de fora do tabuleiro inferior.
Os transeuntes cruzariam o rio Douro pelo passadiço mais próximo das ribeiras, enquanto as bicicletas cumpririam o percurso pela travessia a montante. A construção dos passadiços suspensos custaria cerca de 600 mil euros e necessitaria da autorização da Direção Regional da Cultura do Norte. Contudo, as autoridades competentes do património levantaram fortíssimas dúvidas a esta pretensão.
Em 9 de maio de 2019, o Governo autorizou a Infraestruturas de Portugal a gastar ano 800 mil euros e 1,2 milhões de euros em 2020 na reparação do tabuleiro inferior da ponte, num projeto que prevê a substituição integral da laje do tabuleiro, incluindo passeios. A isto soma-se a introdução de sistema de travamento longitudinal e o reforço dos banzos superiores das vigas, diagonais e montantes por adição de chapas de aço. Prevê-se ainda a manutenção dos aparelhos de apoio, substituição das juntas de dilatação, reparação das portas de acesso aos encontros e reabilitação dos serviços afetados. Todas as propostas apresentadas ficaram acima do valor base de dois milhões de euros. A Infraestruturas de Portugal deu início aos procedimentos legais necessários para o lançamento de um novo concurso público, que foi publicado em Diário da República no inicio do 2.º trimestre de 2020, o início aos trabalhos foi a 14 de outubro de 2021. Reabriu ao trânsito em 14 de abril de 2023 mas só para transportes públicos, bicicletas e peões. O custo da obra, inicialmente estimado em 3,3 milhões de euros, acabou por ficar nos 4,2 milhões, tanto devido à intervenção mais complexa do que o esperado, mas também devido à crise das matérias-primas, ligada à guerra na Ucrânia.
A ponte deveria ficar sem circulação de carros no segundo semestre de 2025, data prevista para a inauguração da Ponte de D. António Francisco dos Santos.

### Cronologia
- 1879, 11 de fevereiro - é determinada pelo governo a construção de uma ponte sobre o Douro
- 1880, novembro - apresentação a concurso dos projetos de construção
- 1881, janeiro - deliberação que escolheu um projeto da sociedade belga Société Willebreck de Bruxelas
- 1881, 21 de novembro - adjudicação da obra à empresa belga Société de Willebroeck
- 1881 - início da construção
- 1886, 26 de maio - efetuados testes de resistência à ponte
- 1886, 30 de outubro - conclusão dos trabalhos do tabuleiro superior
- 1886, 31 de outubro - inauguração do tabuleiro superior
- 1886, 1 de novembro - entra em vigor o sistema de portagens a favor da empresa adjudicatária
- 1888, 31 de outubro - inauguração do tabuleiro inferior, e conclusão das obras [3]
- 1905 - colocação de carris dos elétricos[12]
- 1944, 1 de janeiro - extinção do sistema de portagens
- 1954 - obras de reparação e remoção dos elétricos com projeto do engenheiro Edgar Cardoso
- 2003, 27 de Junho - encerramento ao trânsito do tabuleiro superior, para adaptação da estrutura ao metro
- 2005, 18 de setembro - inauguração da linha de metro e da passagem de peões no tabuleiro superior[4]

## Características
- Comprimento: total 385,25 m
- Peso: 3045 toneladas
- Arco: mede 172 m de corda e 45 m de flecha.
- Dois tabuleiros metálicos.

## Galeria

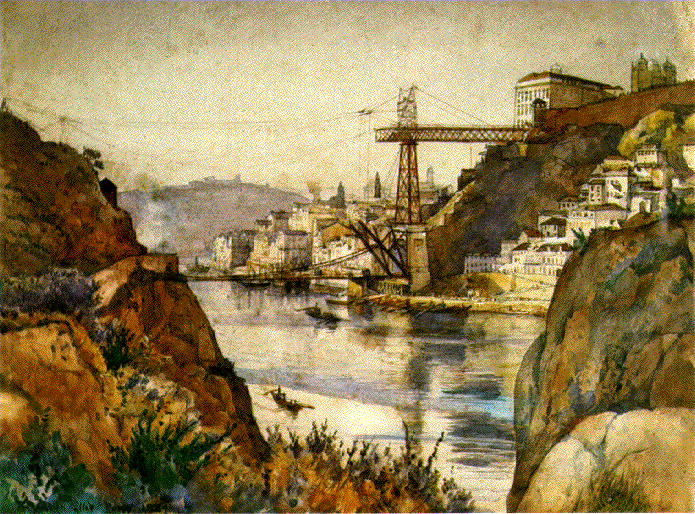
Construção da Ponte Luís I
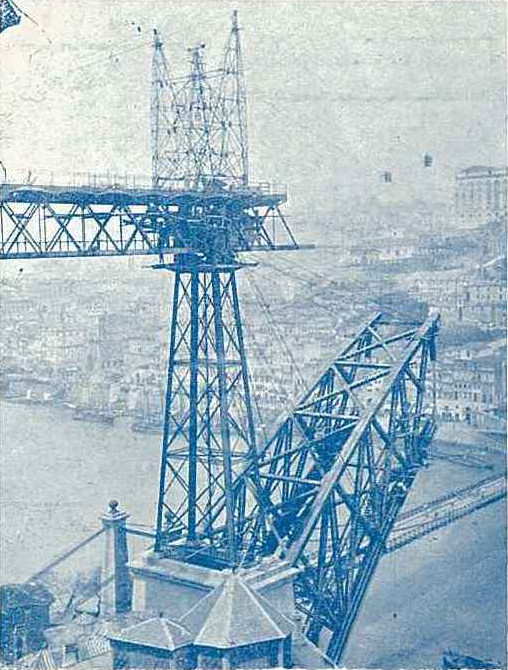
… em construção …
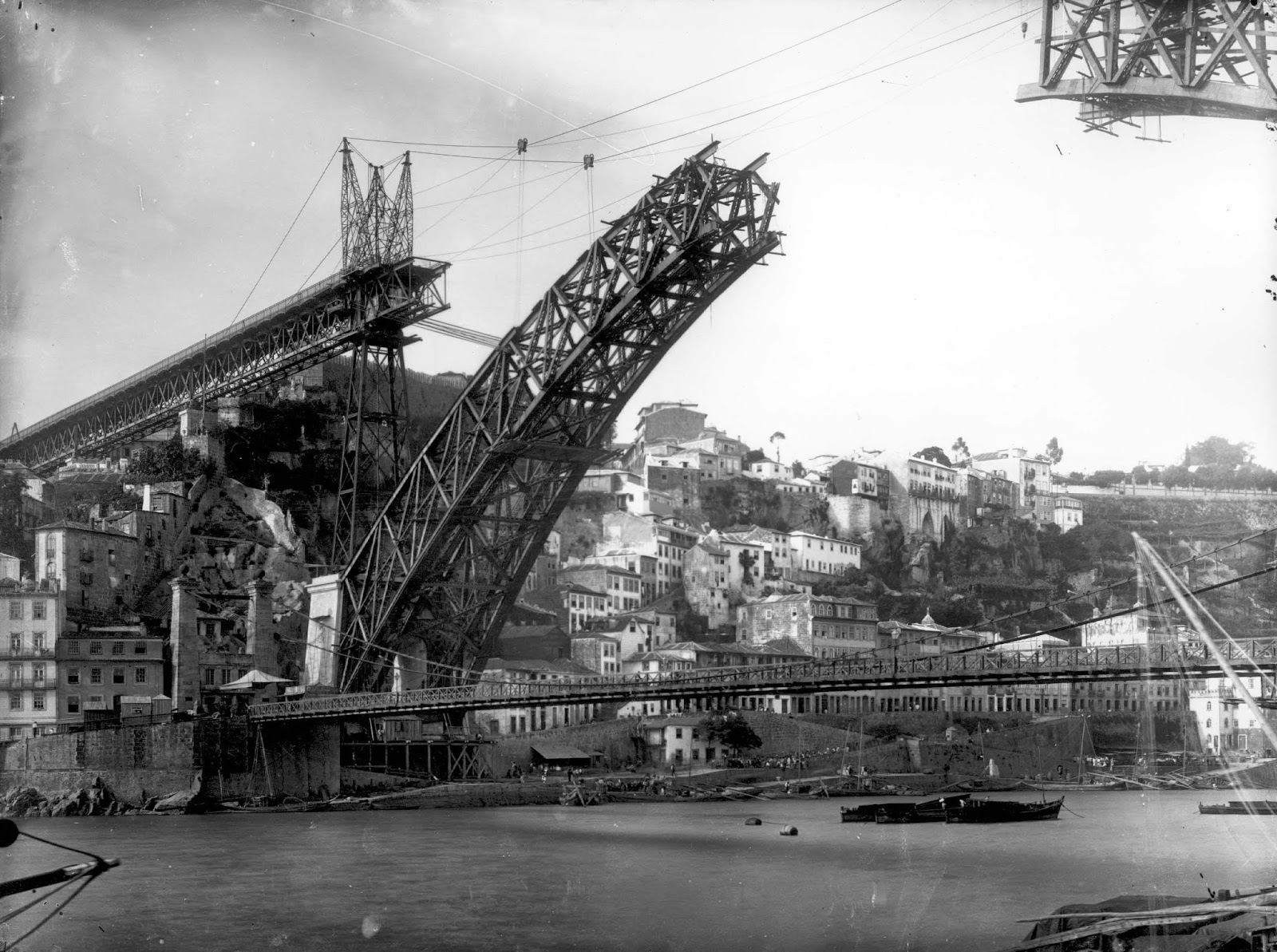
… em construção …
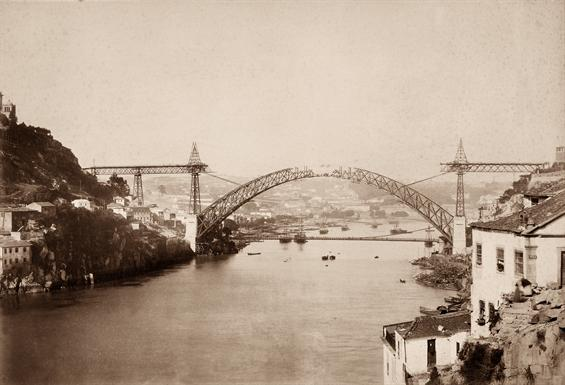
… em construção. Foto de Emílio Biel
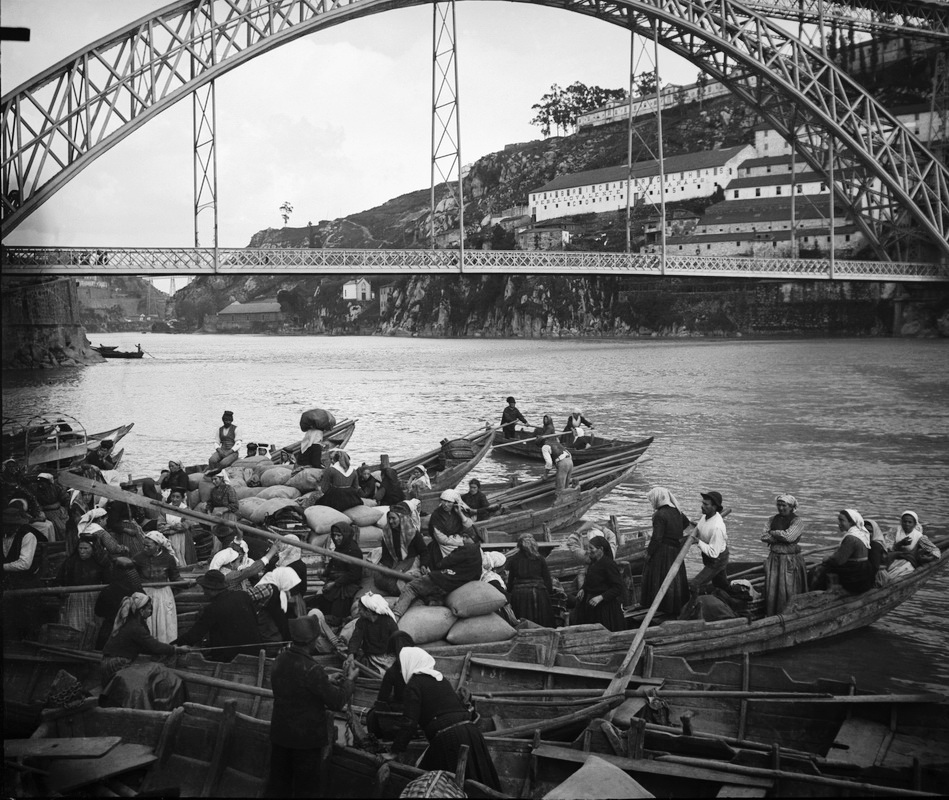
Cerca de 1930
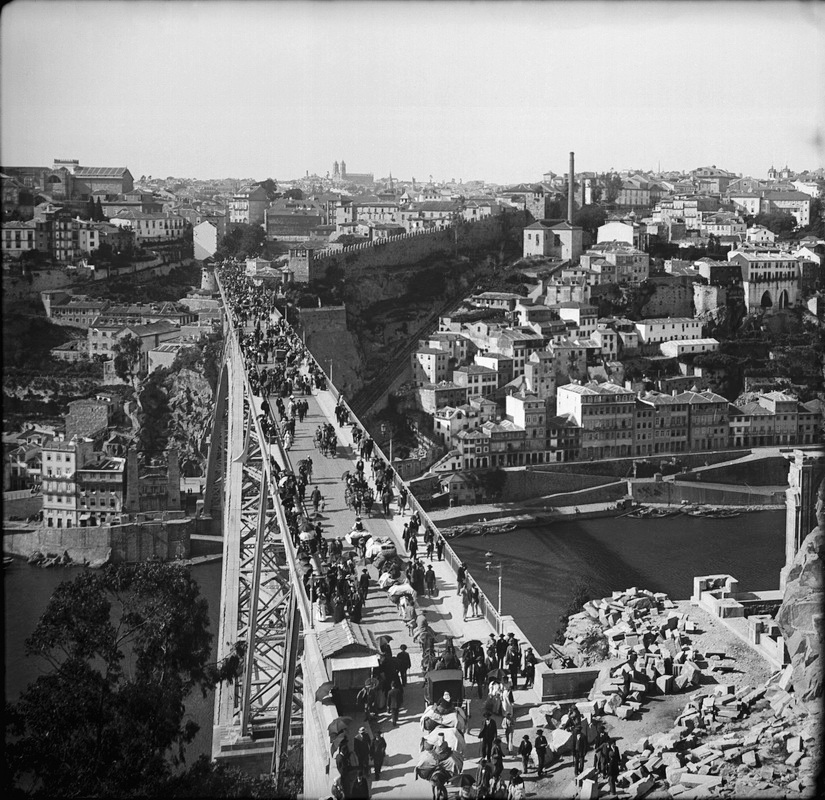
Cerca de 1930
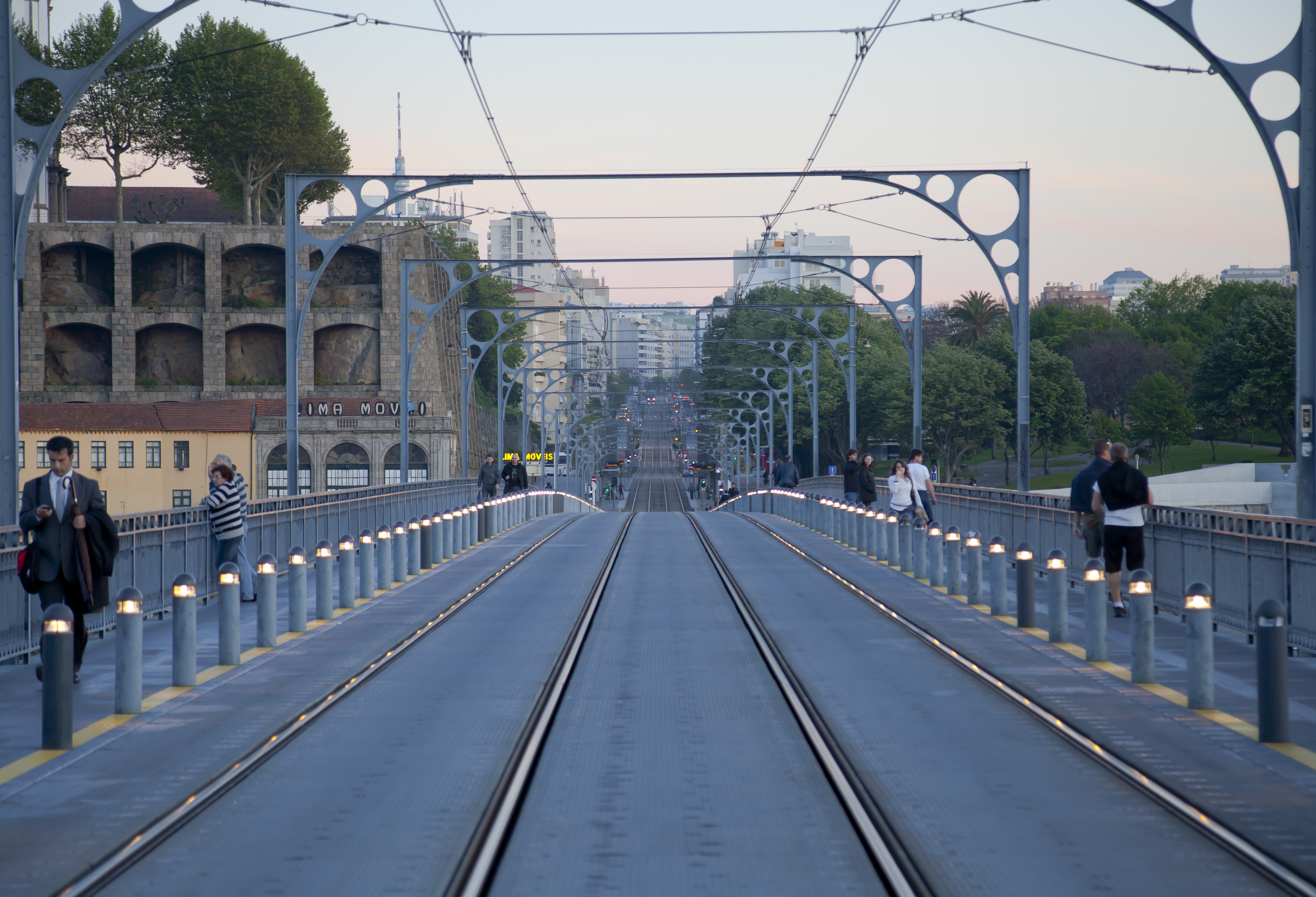
Vista do topo da ponte
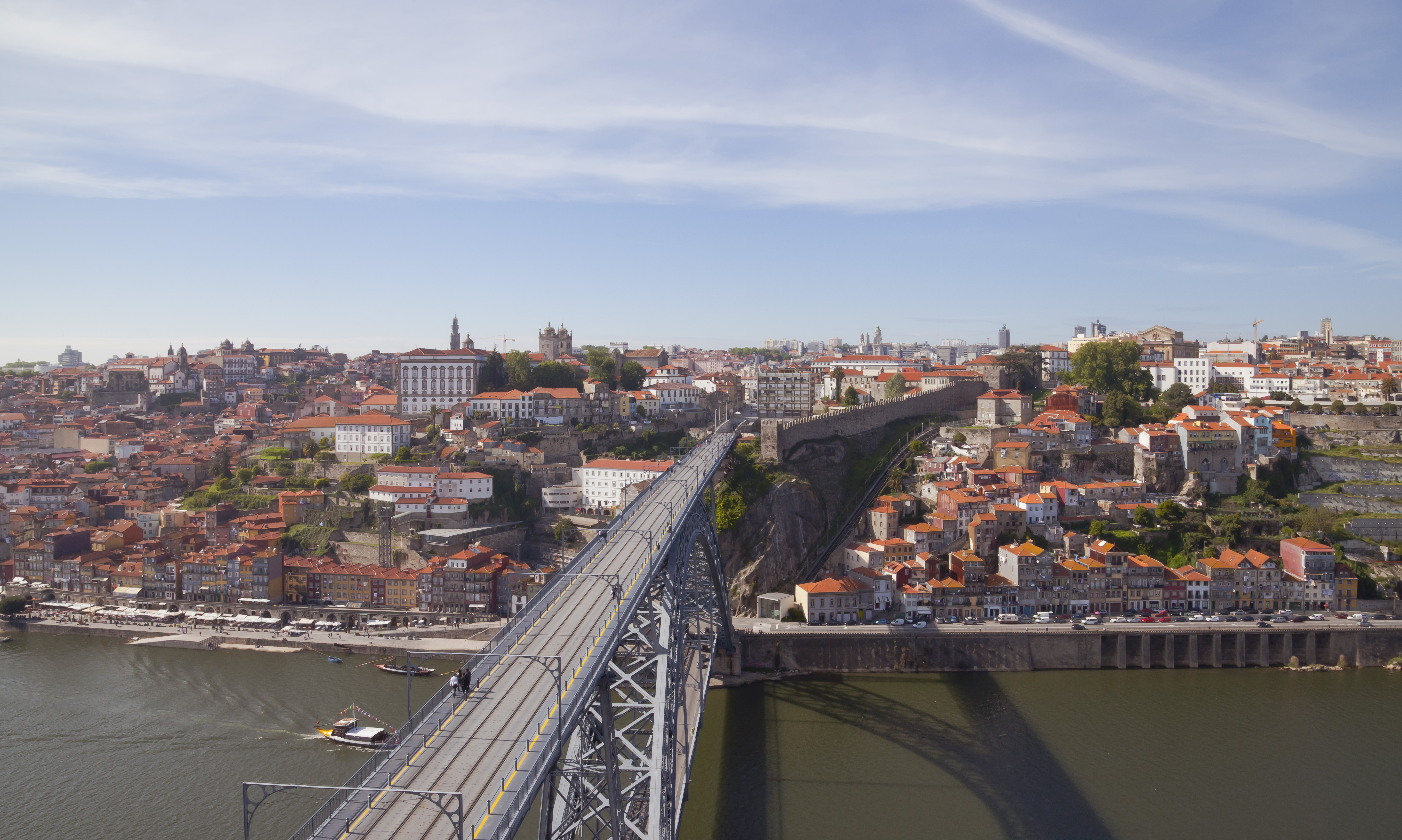
Vista do Serra do Pilar
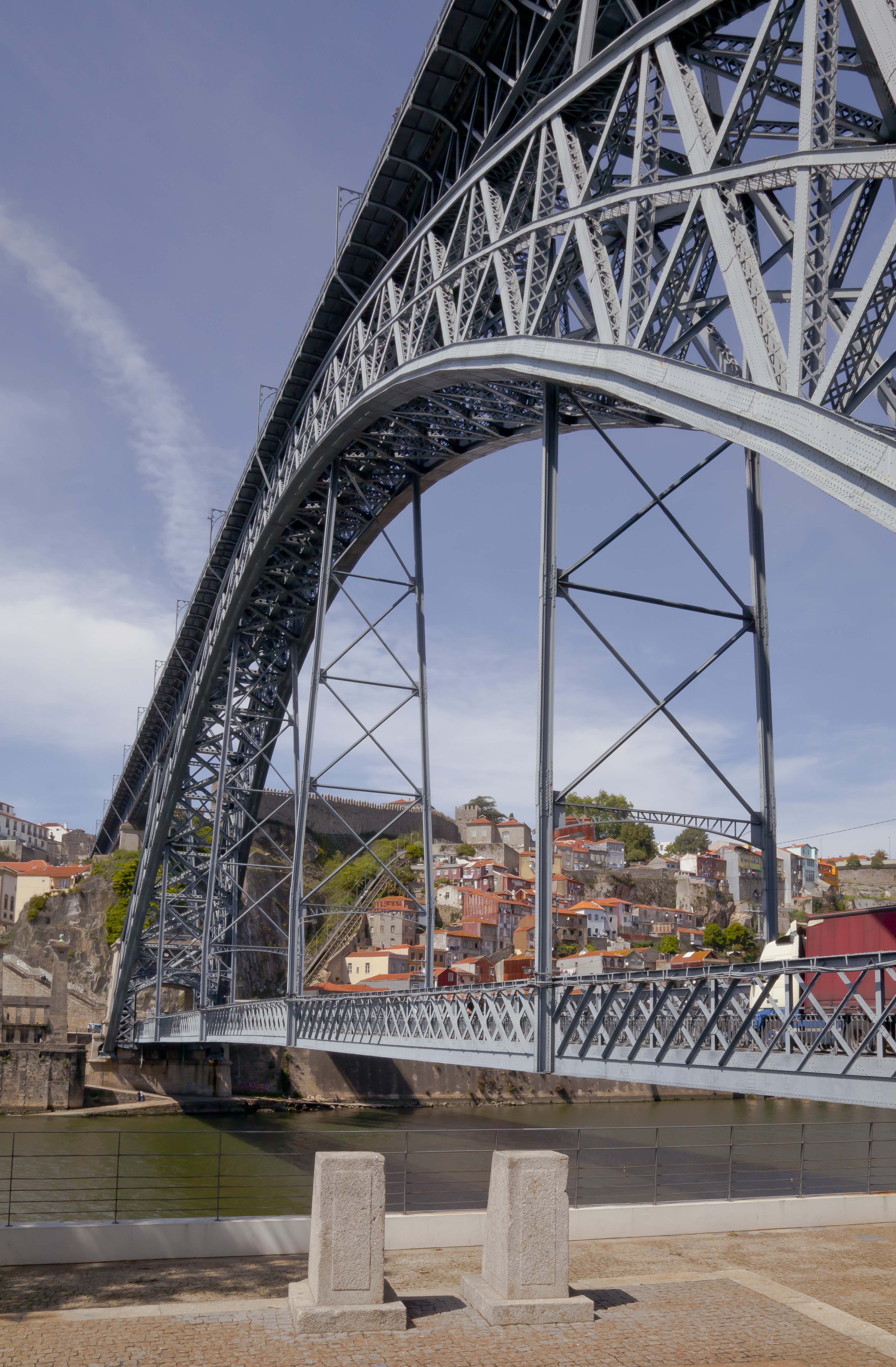
Vista da plataforma inferior